# Julius von Bernuth
Julius von Bernuth (Metz, 12 août 1897 – Ssochkranaja, 12 juillet 1942), est un général allemand de la Seconde Guerre mondiale. Il est l’un des premiers à recevoir la très convoitée croix de chevalier de la croix de fer, en 1940. Chef des Generalstabes  de la 4e Panzer Armee, il se tua en avion en 1942, près de Volgograd, en Russie.

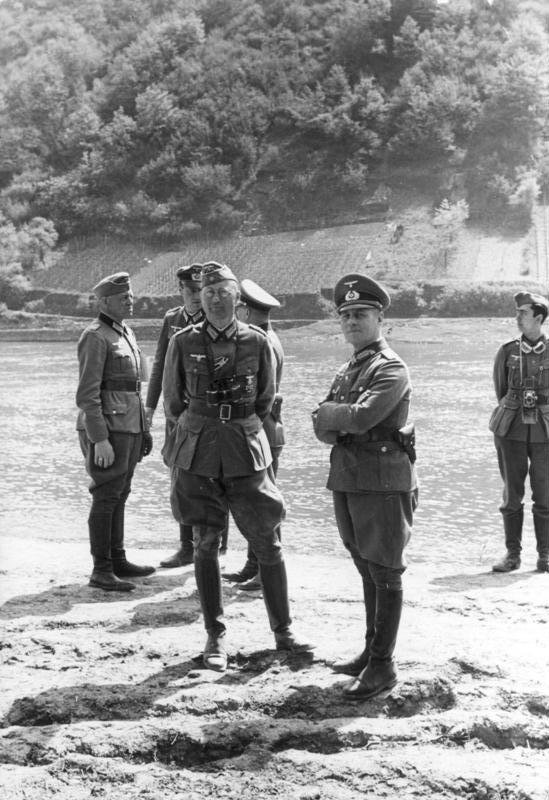
Le futur Generalfeldmarschall Erwin Rommel et Julius von Bernuth, vallée de la Moselle, printemps 1940

## Biographie
Julius Hans Camillo Friedrich Leo Ludwig von Bernuth naît le 12 août 1897, à Metz, une ville de garnison animée d'Alsace-Lorraine. Avec sa ceinture fortifiée, Metz est alors la première place forte du Reich allemand, constituant une pépinière d'officiers supérieurs et généraux. Comme son compatriote Wilhelm Falley, le jeune Julius se destine naturellement à une carrière militaire. Il fréquente l'Académie militaire de Karlsruhe, puis celle de Berlin. Le 10 août 1914, il est promu aspirant.

### Première Guerre mondiale
Lorsque la Première Guerre mondiale éclate, Julius von Bernuth est toujours aspirant dans le 115e régiment d'infanterie (de). Pendant toute la durée de la guerre, Julius von Bernuth sert dans l’infanterie, en tant que Leutnant, sous-lieutenant. Il obtient les croix de fer 2e et 1re classes.

### Entre-deux-guerres
Après la guerre, Julius von Bernuth poursuit sa carrière militaire dans la Reichswehr, la nouvelle armée allemande, gravissant peu à peu les échelons. Affecté au 15e Infanterie-Regiment de Marbourg, Bernuth est promu Oberleutnant, lieutenant, en 1925. En octobre 1930, il est affecté dans la 6e division de la Reichswehr, à Münster. Là, le lieutenant Bernuth est promu Hauptmann, capitaine, en avril 1931.
Affecté au Gebirgsjäger-Regiment 100, un régiment de la 1re division de montagne, Julius von Bernuth est promu Major, commandant, le 1er janvier 1936. Il est affecté ensuite à l'état-major de la 17e Infanterie-Division, avant d'être envoyé en formation à l'académie militaire de Potsdam. Le 1er janvier 1939, Julius von Bernuth est promu Oberstleutnant, lieutenant-colonel.

### Seconde Guerre mondiale
Du 10 août 1939 au 15 octobre 1939, pendant la Campagne de Pologne, Julius von Bernuth sert dans la Panzerdivision Kempf, en province de Prusse-Orientale. Bernuth participe ensuite à la campagne de France. En tant que lieutenant-colonel, Bernuth reçoit la Ritterkreuz des Eisernen Kreuzes, la croix de chevalier de la croix de fer, le 5 août 1940. Le 1er décembre 1940, Bernuth est promu Oberst, colonel.
Après la fin des combats dans sur le front Ouest, le colonel von Bernuth exerce différentes fonctions dans le Groupe d'armées Sud. Le 1er avril 1942, von Bernuth est promu au grade de Generalmajor, général de brigade. Le 12 juillet 1942, alors qu’il vole vers son quartier général dans un Fieseler Fi 156, von Bernuth s’écrase près de Ssochkranaja. Le général von Bernuth est inhumé le 16 juillet 1942, au cimetière de Frolowskij.

## Commandements
- Chef d’état-major du XVe corps d’armée (Chef des Generalstabes XV.Armeekorps)

## Distinctions
- Eisernes Kreuz (1914) IIe et Ire classes[3].
- Verwundetenabzeichen (1918) in Schwarz[3].
- Großherzoglich-Hessische Tapferkeitsmedaille[3].
- Ehrenkreuz für Frontkämpfer.
- Wehrmacht-Dienstauszeichnung IVe à Ire classes.
- Medaille zur Erinnerung an den 9. November 1923 (Blutorden).
- Medaille zur Erinnerung an den 13. März 1938.
- Medaille zur Erinnerung an den 1. Oktober 1938.
- Spange zum Eisernen Kreuz II. und I. Klasse.
- Ritterkreuz des Eisernen Kreuzes le 5 août 1940[4]
- Kriegsverdienstkreuz (1939) mit Schwertern, IIe classe.